# Sweltsa pisteri
Sweltsa pisteri är en bäcksländeart som beskrevs av Baumann och R.L. Bottorff 1997. Sweltsa pisteri ingår i släktet Sweltsa och familjen blekbäcksländor. Inga underarter finns listade i Catalogue of Life.